# Olympische Sommerspiele 1900/Rudern – Achter
Erstmals wurde bei den Olympischen Spielen 1900 in Paris ein Ruderwettbewerb im Achter der Männer ausgetragen. Dieser fand vom 25. bis zum 26. August auf der Seine statt. Fünf Boote mit insgesamt 46 Athleten traten an. 
Von fünf teilnehmenden Booten sollten sich in zwei Vorläufen vier Boote für das Finale qualifizieren. Das einzige Boot das ausschied, war ein französisches Boot, das im Vorlauf aufgegeben hatte. Damit waren alle drei Boote des zweiten Vorlaufs praktisch schon qualifiziert.
Die niederländischen Ruderer Brand und Klein hatten kurz zuvor das Rennen des Zweiers mit Steuermann gewonnen, weshalb der Achter mit diesen beiden an Bord geschwächt ins Rennen ging. Offiziell wird als Steuermann des niederländischen Bootes Hermanus Brockmann aufgelistet. Schriftliche Aufzeichnungen von Beobachtern des Rennens lassen jedoch die Vermutung zu, dass es sich bei dem tatsächlich am Finale beteiligten Steuermann um denselben Jungen handelt, der bereits im niederländischen Boot beim Zweier mit Steuermann saß.
Das deutsche Boot des Germania RC Hamburg hatte zum Finale ebenfalls einen Austausch des Steuermanns vorgenommen. Man hatte sich den Steuermann der Junioren-Boote des Union Nautique de Bruxelles ausgeliehen. Dies bedeutete zwar eine erhebliche Gewichtsreduzierung, doch einerseits bekam das Boot einen anderen Schwerpunkt, und andererseits gab es einen gewissen Vertrauensverlust, wodurch schließlich das Rennen verloren wurde.
Die jeweils für das Finale qualifizierten Boote sind hellgrün unterlegt.

## Ergebnisse

### Halbfinale
Die beiden besten Boote in jedem Halbfinallauf sollten das Finale erreichen. Da jedoch nur ein Boot im zweiten Lauf das Rennen beendete, rückte das Boot mit dem dritten Platz des ersten Laufs vor.

#### Lauf 1
| Rang | Boot                         | Athleten | Nation          | Zeit       |
| ---- | ---------------------------- | --- | --------------- | ---------- |
| 1    | Minerva Amsterdam            | François Brandt Johannes van Dijk Roelof Klein Ruurd Leegstra Walter Middelberg Hendrik Offerhaus Walter Thijssen Henricus Tromp Hermanus Brockmann (Steuermann)               | Niederlande     | 4:59,2 min |
| 2    | Royal Club Nautique de Gand  | Jules De Bisschop Prospère Bruggeman Oscar de Somville Oscar de Cock Maurice Hemelsoet Marcel Van Crombrugge Frank Odberg Maurice Verdonck Alfred van Landeghem (Steuermann)   | Belgien         | 5:00,2 min |
| 3    | Germania Ruder Club, Hamburg | Gustav Goßler Oskar Goßler Ernst Jencquel Edgar Katzenstein Walther Katzenstein Theodor Laurezzari Waldemar Tietgens Arthur Warncke Alexander Gleichmann von Oven (Steuermann) | Deutsches Reich | 5:04,8 min |

#### Lauf 2
| Rang | Boot                         | Athleten | Nation             | Zeit       |
| ---- | ---------------------------- | --- | ------------------ | ---------- |
| 1    | Vesper Boat Club             | William Carr Harry DeBaecke John Exley John Geiger Edwin Hedley James Juvenal Roscoe Lockwood Edward Marsh Louis Abell (Steuermann) | Vereinigte Staaten | 5:15,4 min |
| —    | Société Nautique de la Marne | Maurice Carton Chantriaux Paul Cocuet Jules Demaré Clément Dorlia Guilbert Lucien Martinet René Waleff unbekannt (Steuermann)       | Frankreich         | DNF        |

### Finale
| Rang | Boot                         | Athleten | Nation             | Zeit       |
| ---- | ---------------------------- | --- | ------------------ | ---------- |
| 1    | Vesper Boat Club             | William Carr Harry DeBaecke John Exley John Geiger Edwin Hedley James Juvenal Roscoe Lockwood Edward Marsh Louis Abell (Steuermann)                                          | Vereinigte Staaten | 6:07,8 min |
| 2    | Royal Club Nautique de Gand  | Jules De Bisschop Prospère Bruggeman Oscar de Somville Oscar de Cock Maurice Hemelsoet Marcel Van Crombrugge Frank Odberg Maurice Verdonck Alfred van Landeghem (Steuermann) | Belgien            | 6:13,8 min |
| 3    | Minerva Amsterdam            | François Brandt Johannes van Dijk Roelof Klein Ruurd Leegstra Walter Middelberg Hendrik Offerhaus Walter Thijssen Henricus Tromp Hermanus Brockmann (Steuermann)             | Niederlande        | 6:23,0 min |
| 4    | Germania Ruder Club, Hamburg | Gustav Goßler Oskar Goßler Ernst Jencquel Edgar Katzenstein Walther Katzenstein Theodor Laurezzari Waldemar Tietgens Arthur Warncke unbekannt (belgischer Steuermann)        | Deutsches Reich    | 6:33,0 min |